# Língua sawi
Sawi, Savi, ou Sauji, é uma língua Indo-Ariana em perigo de extinção alada por cerca de 3 mil pessoas nordeste Afeganistão. É classificada como membro do grupo de línguas Shin dentro do subgrupo das Línguas dárdicas.
É falado na aldeia de Sau, na margem leste do Rio Kunar, cerca 20 km km ao sul da cidade de Arandu, Paquistão, que fica na fronteira com a região de Chitral do Paquistão.
Os falantes de sawi se consideram parte do grupo étnico Gawar, que é encontrado em meia dúzia das aldeias vizinhas e cuja língua é o Gawarbati Ao se comunicar com eles, o povo de Sau supostamente recorre ao uso do Pachto.
Durante o longo período de agitação, a população da aldeia foi deslocada para campos de refugiados em Chitral e  Dir, mas, segundo relatos, muitas pessoas já retornaram ao Afeganistão.

## História
O parente mais próximo da língua Sawi é a variedade meridional da língua palula falada em Ashret mais acima no Vale Kunar em Chitral. Muitos falantes de Sawi estão cientes da semelhança entre as duas línguas, e alguns consideram o povo de Ashret como seus "irmãos". O estudo de Henrik Liljegren sobre as características lingüísticas compartilhadas e as tradições orais locais sugerem que os ancestrais dessas comunidades linguísticas provavelmente migraram do atual distrito de Diamer no rio Indo. Provavelmente houve uma divisão inicial entre Palula do Norte e Palula do Sul, com Sawi subsequentemente ramificando-se da última. A similaridade atual entre as duas variedades de Palula é então explicada como resultado da convergência.

## Gramática
A presença de consoantes aspiradas sonoras surdas( bh, dh, gh) foi cautelosamente relatada por Buddruss em 1967, mas Liljegren  ( 2009, p. 31) descobriu que eles estavam ausentes do discurso de seu (s) consultor (es). É provável que a perda de aspiração na língua ancestral possa estar relacionada ao desenvolvimento de um sistema de tons.
Possivelmente sob a influência de Gawarbati, Sawi desenvolveu uma fricativa lateral sem voz   ɬ  fora do  * tr  encontros consonantais da língua anterior, compare, por exemplo, Sawi  ɬo  com Palula meridional  tróo  'três'.
Ao contrário das principais variedades Shina, onde os tempos  passado e o presente são tipicamente marcados para pessoa gramatical, os tempos verbais de Sawi e Palula são quase inteiramente baseados em particípio, com apenas traços de concordância gramatical. Como a língua Torwali, Sawi tem animacidade linguística em sua morfologia nominal.. Isso contrasta, por exemplo, com as línguas Kalasha,  Khowar, Shumashti e Pashai onde a animacidade foi gramaticalizada na morfologia verbal.
O sufixo de Agente da frase é  -e  para verbos transitivos no perfeito. Ao contrário das principais variedades Shina, Sawi não parece possuir um sufixo de agente para verbos transitivos imperfeitos.

## Escrita
A língua sawi usa a escrita Árabe.